# The Redemption of Ben Farland
The Redemption of Ben Farland è un cortometraggio muto del 1912 diretto da Rollin S. Sturgeon.

## Produzione
Il film, che fu prodotto dalla Vitagraph Company of America, venne girato in California, a Santa Monica.

## Distribuzione
Distribuito dalla General Film Company, il film - un cortometraggio in una bobina - uscì nelle sale cinematografiche statunitensi il 25 maggio 1912. Nel Regno Unito, venne distribuito il 17 agosto 1912.